# Roland Colin
Pour les articles homonymes, voir Colin.
Roland Colin, né le 4 juillet 1928, est un anthropologue, économiste, écrivain et responsable associatif.

## Anthropologue engagé dans l’action politique
Roland Colin est né en 1928, en Bretagne. Il entre à l'École nationale de la France d'outre-mer en 1948, où il a Léopold-Sédar Senghor pour professeur. Diplômé de l'École des langues orientales, il est d'abord administrateur au Soudan français (actuel Mali), jusqu'en 1954, puis chef de cabinet du délégué pour la circonscription de Dakar et du Cap Vert, au Sénégal, de janvier 1955 à février 1957. 
Le 13 juillet 1957, il est nommé conseiller technique dans le cabinet de Mamadou Dia, président du Conseil de gouvernement du Sénégal issu de la Loi-cadre Defferre (adoptée le 23 juin 1956) puis chef du gouvernement de la république du Sénégal en 1958. Il devient directeur de cabinet le 15 septembre 1958. Il garde ce poste quand Mamadou Dia devient vice-président du Conseil de la fédération du Mali devenue indépendante en juin (1960), puis quand il dirige à nouveau le gouvernement sénégalais qui s’est émancipé de la Fédération en août 1960. En 1961, il quitte la direction du cabinet et est nommé conseiller personnel du chef du gouvernement. Roland Colin abandonne toute fonction officielle après la rupture de Mamadou Dia avec le président Léopold-Sédar Senghor et l’arrestation du premier, accusé de coup d’État, en décembre 1962.
Pour Roland Colin, « on a vu se poser simultanément la question de la liberté et du développement. L’indépendance était-elle l’outil essentiel du développement ou était-ce l’inverse ? ». Selon la géographe Karine Besses « Roland Colin est l’un des rares « blancs » ayant participé, du côté africain, au processus des indépendances. »
Rentré en France, Roland Colin, après avoir soutenu une thèse de doctorat d'État en socio-anthropologie, enseigne à l'École des hautes études en sciences sociales, puis aux universités de Paris-VIII (Saint-Denis) et de Paris-III (Sorbonne-Nouvelle), et à la Fondation nationale des sciences politiques. 
Dans ses œuvres, et notamment dans Sénégal, notre pirogue (2007), il insiste sur la nécessaire et difficile conciliation entre la démocratie participative et la démocratie représentative qui était, pour lui, l'objet essentiel du débat entre Léopold-Sédar Senghor et Mamadou Dia lors de la crise qui suivit les indépendances des anciennes colonies françaises d'Afrique. De son point de vue, la politique de « participation populaire » mise en place par Mamadou Dia exigeait une véritable « démocratie participative », fondée sur un travail d’information, de formation et d’éducation généralisée.
Dans La Toison d'or de la liberté (2018), il établit le bilan de son parcours, en évoquant notamment son dialogue personnel avec Senghor sur l'art africain et les expériences de participation qu'il a contribué à mettre en œuvre, dans la lignée de ses engagements fondateurs sénégalais, à Madagascar, au Niger, au Tchad, au Rwanda, en Guinée-Bissau.

## Successeur de L.-J. Lebret
De 1964 à 1974, il codirige l'Institut de recherches et d'applications des méthodes de développement (IRAM), fondé par l’abbé Pierre. 
À la mort de L.-J. Lebret, en 1966, Roland Colin devient directeur de l'Institut international de recherche et de formation éducation et développement (IRFED), tandis que Vincent Cosmao est son adjoint. Il coopère en particulier avec l’universitaire brésilien Héron de Alencar.
L’institut s'organise en trois secteurs : recherche, formation et intervention. L’IRFED et le Centre L.-J. Lebret fusionnent en 2004 pour créer le « Centre international développement et civilisations - Lebret-IRFED ». Roland Colin devient président d’honneur de la nouvelle entité, présidée par Yves Berthelot.
Le 18 mai 1976, à l'initiative de Roland Colin, huit organisations non gouvernementales françaises créent le Centre de recherche et d’information pour le développement (CRID), dont l'IRAM, l'IRFED, le CCFD, la CIMADE, le Collège coopératif, Frères des Hommes et OICS Medicus Mundi.
En 1982, Roland Colin, à la demande de Jean-Pierre Cot, ministre de la Coopération, fonde à Bordeaux le Centre international pour le développement social et la santé communautaire (CIDESSCO), placé sous la tutelle du ministère de la Coopération, et dont il assure la direction générale. Il quitte ces fonctions en 1986 et est nommé chargé de mission auprès de Jean-Marcel Jeanneney, président de l'Observatoire français des conjonctures économiques (OFCE), à la Fondation nationale des sciences politiques de Paris, tout en continuant d'assurer son enseignement universitaire. Il prend sa retraite en 1993, se consacrant alors à son travail d'écrivain. Il est président d'honneur de la Société des africanistes.